# Trapezoedru hexagonal
În geometrie un trapezoedru hexagonal este un romboedru (un poliedru tridimensional cu fețe în formă de romboizi) în care, în plus, toate fețele sunt congruente. Având 12 fețe, este un dodecaedru neregulat. Este tranzitiv pe fețe și poate fi descris prin simbolul Conway dA6.
Este al patrulea dintr-o serie infinită de trapezoedre care sunt dualele antiprismelor, fiind dualul antiprismei hexagonale.

## Simetrie
Grupul de simetrie al trapezoedrului hexagonal este D6d de ordinul 24. grupul de rotație este D6 de ordinul 12.

## Variații
Un grad de libertate în simetria D6 transformă romboizii în patrulatere congruente cu laturi de 3 lungimi diferite. La limită, o latură a fiecărui patrulater ajunge la lungimea zero, iar trapezoedrul devine o bipiramidă.
Aranjamentele cristaline ale atomilor se pot repeta în spațiu cu o configurație trapezoedrică hexagonală în jurul unui atom, care este întotdeauna enantiomorf, și cuprinde grupurile spațiale⁠(d) 177–182. β-cuarțul este singurul mineral comun cu acest sistem cristalin.
Dacă romboizii care înconjoară cele două vârfuri sunt de forme diferite, acesta poate avea doar simetrie C6v, de ordinul 12. Acestea pot fi numite trapezoedre inegale. Dualul este o antiprismă inegală, cu poligoanele de sus diferite de cele de jos. Dacă este răsucit și inegal, simetria sa se reduce la o simetrie ciclică, simetria C6, de ordinul 6.
| Tip             | Trapezoedru răsucit (izoedric) | Trapezoedru răsucit (izoedric) | Trapezoedru inegal        | Inegal și răsucit       |
| Simetrie        | D6, (662), [6,2]+, ordin 12    | D6, (662), [6,2]+, ordin 12    | C6v, (*66), [6], ordin 12 | C6, (66), [6]+, ordin 6 |
| --------------- | ------------------------------ | ------------------------------ | ------------------------- | ----------------------- |
| Imagine (n = 6) |                                |                                |                           |                         |
| Desfășurată     |                                |                                |                           |                         |

## Mărimi asociate

### Unghi diedru
Unghiul diedru al unui trapezoedru hexagonal regulat cu toate unghiurile diedre egale este:
{\displaystyle \arccos {\left(-{\frac {\sqrt {3}}{3}}\right)}\,\approx 125,264390^{\circ }}
Dacă z este latura poliedrului dual (antiprisma hexagonală), atunci mărimile asociate sunt date de relațiile următoare:

### Lungimile laturilor
Latura scurtă, a, are lungimea:
{\displaystyle a={\frac {1}{2}}{\sqrt {2\left({\sqrt {3}}-1\right)}}\,z\approx 0,605000\,z.}
Latura lungă, b, are lungimea:
{\displaystyle b={\frac {1}{2}}{\sqrt {2\left(5+3{\sqrt {3}}\right)}}\,z\approx 2,257892\,z.}

### Volum
Volumul este:
{\displaystyle {\frac {1}{2}}{\sqrt {2\left(19+11{\sqrt {3}}\right)}}\,z^{3}\approx 4,361912\,z^{3}\approx 19,697454,a^{3}.}

## Poliedre înrudite

### Poliedru dual
Dualul trapezoedrului hexagonal este antiprisma hexagonală.

### Pavare sferică
Trapezoedrul hexagonal există și ca pavare sferică, cu 2 vârfuri la poli și vârfuri alternante la distanță egală deasupra și sub ecuator. 
|                          |        |        |        |       |         |         |          |          |
|                          |        |        |        |       |         |         |          |          |
| {6,2}                    | t{6,2} | r{6,2} | t{2,6} | {2,6} | rr{6,2} | tr{6,2} | sr{6,2}  | s{2,6}   |
| Dualele celor de mai sus |        |        |        |       |         |         |          |          |
|                          |        |        |        |       |         |         |          |          |
| V62                      | V122   | V62    | V4.4.6 | V26   | V4.4.6  | V4.4.12 | V3.3.3.6 | V3.3.3.3 |